# Liste der denkmalgeschützten Objekte in Gleisdorf
Die Liste der denkmalgeschützten Objekte in Gleisdorf enthält die 28 denkmalgeschützten, unbeweglichen Objekte der österreichischen Stadtgemeinde Gleisdorf im steirischen Bezirk Weiz.

## Denkmäler
| Foto |                 | Denkmal                                                                                        | Standort                                          | Beschreibung | Metadaten |
| ---- | --------------- | ---------------------------------------------------------------------------------------------- | ------------------------------------------------- | --- | --- |
| ja   | Datei hochladen | Ehem. Bäckerhaus HERIS-ID: 36941 Objekt-ID: 36007                                              | Bürgergasse 18 Standort KG: Gleisdorf             | Das Bäckerhaus ist mit 1779 bezeichnet und zeigt zarte Stuckverzierung. | BDA-Hist.: Q37972969 Status: Bescheid Stand der BDA-Liste: 2025-06-30 Name: Ehem. Bäckerhaus GstNr.: .26/1                                                               |
| ja   | Datei hochladen | Evang. Pfarramt, sog. Villa Sullivan HERIS-ID: 59879 Objekt-ID: 71541                          | Dr.-Martin-Luther-Gasse 3 Standort KG: Gleisdorf  | | BDA-Hist.: Q38088989 Status: § 2a Stand der BDA-Liste: 2025-06-30 Name: Evang. Pfarramt, sog. Villa Sullivan GstNr.: .59/5 Pfarramt Gleisdorf                            |
| ja   | Datei hochladen | Evang. Christuskirche HERIS-ID: 94452 Objekt-ID: 109607                                        | Dr.-Martin-Luther-Gasse Standort KG: Gleisdorf    | Die Christuskirche wurde 1933/34 von Andreas Hager erbaut und 1953 erweitert. | BDA-Hist.: Q37764492 Status: § 2a Stand der BDA-Liste: 2025-06-30 Name: Evang. Christuskirche GstNr.: .539 Christuskirche Gleisdorf                                      |
| ja   | Datei hochladen | Figurenbildstock hl. Florian HERIS-ID: 83597 Objekt-ID: 97626                                  | bei Florianiplatz 10 Standort KG: Gleisdorf       | Der Figurenbildstock des heiligen Florian mit gestücktem Sockel stammt aus der Mitte des 18. Jahrhunderts. | BDA-Hist.: Q38180921 Status: § 2a Stand der BDA-Liste: 2025-06-30 Name: Figurenbildstock hl. Florian GstNr.: 1359/31                                                     |
| ja   | Datei hochladen | Wohnhaus HERIS-ID: 36942 Objekt-ID: 36008                                                      | Florianiplatz 15 Standort KG: Gleisdorf           | | BDA-Hist.: Q37972977 Status: Bescheid Stand der BDA-Liste: 2025-06-30 Name: Wohnhaus GstNr.: .103                                                                        |
| ja   | Datei hochladen | Ehem. Dominikanerinnenkloster, ehem. Treffenschädelsches Haus HERIS-ID: 51076 Objekt-ID: 56642 | Franz-Josef-Straße 3 Standort KG: Gleisdorf       | | BDA-Hist.: Q38043610 Status: § 2a Stand der BDA-Liste: 2025-06-30 Name: Ehem. Dominikanerinnenkloster, ehem. Treffenschädelsches Haus GstNr.: 1064                       |
| ja   | Datei hochladen | Ehem. Dominikanerinnenkloster, ehem. Internat HERIS-ID: 83623 Objekt-ID: 97652                 | Franz-Josef-Straße 7 Standort KG: Gleisdorf       | | BDA-Hist.: Q38180979 Status: § 2a Stand der BDA-Liste: 2025-06-30 Name: Ehem. Dominikanerinnenkloster, ehem. Internat GstNr.: 1064                                       |
| ja   | Datei hochladen | Ehem. Dominikanerinnenkloster, ehem. Marienkapelle HERIS-ID: 94449 Objekt-ID: 109604           | Franz-Josef-Straße 7 Standort KG: Gleisdorf       | | BDA-Hist.: Q37764470 Status: § 2a Stand der BDA-Liste: 2025-06-30 Name: Ehem. Dominikanerinnenkloster, ehem. Marienkapelle GstNr.: 1064                                  |
| ja   | Datei hochladen | Wohn- und Geschäftshaus HERIS-ID: 36943 Objekt-ID: 36009                                       | Franz-Josef-Straße 10a Standort KG: Gleisdorf     | Die Stuckfassade stammt aus dem Jahre 1730. | BDA-Hist.: Q37972987 Status: Bescheid Stand der BDA-Liste: 2025-06-30 Name: Wohn- und Geschäftshaus GstNr.: .113/3, .113/1                                               |
| ja   | Datei hochladen | Bürgerhaus HERIS-ID: 36944 Objekt-ID: 36010                                                    | Franz-Josef-Straße 18 Standort KG: Gleisdorf      | Das Bürgerhaus ist ein Renaissancebau mit Erker vom Ende des 16. Jahrhunderts. | BDA-Hist.: Q37972996 Status: Bescheid Stand der BDA-Liste: 2025-06-30 Name: Bürgerhaus GstNr.: .122                                                                      |
| ja   | Datei hochladen | Kreuzigungsgruppe HERIS-ID: 94474 Objekt-ID: 109630                                            | bei Friedhofweg 5 Standort KG: Gleisdorf          | Die lebensgroße Kreuzigungsgruppe aus dem 19. Jahrhundert besteht aus Kruzifix und den Assistenzfiguren hl. Maria und hl. Johannes der Evangelist. Sie steht unter dem Vordach der Aufbahrungshalle. | BDA-Hist.: Q37764543 Status: § 2a Stand der BDA-Liste: 2025-06-30 Name: Kreuzigungsgruppe GstNr.: 1360/6                                                                 |
| ja   | Datei hochladen | Kath. Filialkirche Mariae Reinigung, ehem. Piaristenkirche HERIS-ID: 51078 Objekt-ID: 56644    | Grazer Straße Standort KG: Gleisdorf              | Die Kirche wurde von 1744 bis 1747 unter Kardinal Sigismund von Kollonitz nach den Plänen des Baumeisters Matthias Gerl unter der Leitung von Josef Hueber, Baumeister zu Graz, errichtet, und der Darstellung des Herrn (Mariä Lichtmess, Mariä Reinigung) geweiht. Die spätbarocke Inneneinrichtung stammt aus dem 18. Jahrhundert. | BDA-Hist.: Q1412937 Status: § 2a Stand der BDA-Liste: 2025-06-30 Name: Kath. Filialkirche Mariae Reinigung, ehem. Piaristenkirche GstNr.: .11 Mariä Reinigung, Gleisdorf |
| ja   | Datei hochladen | Gericht, ehem. Piaristenkloster HERIS-ID: 83632 Objekt-ID: 97664                               | Grazer Straße 1 Standort KG: Gleisdorf            | Der ehemalige Trakt des Piaristenklosters schließt nördlich an die Kirche an. Er wurde 1745 bis 1747 im Auftrag von Kardinal Sigismund von Kollonitz erbaut und den Piaristen übergeben. 1824 wurde das Kloster aufgelassen. Das Gebäude diente zwischen 1850 und 2014 als Bezirksgericht. Der dreigeschoßige und neunachsig Bau hat einfache Stockwerkgesimse und wird gegen Norden von einem dreiachsigen Eckrisalit begrenzt, der gleich der Kirche mit Riesenpilastern gegliedert ist. | BDA-Hist.: Q63986183 Status: Bescheid Stand der BDA-Liste: 2025-06-30 Name: Gericht, ehem. Piaristenkloster GstNr.: 390/2                                                |
| ja   | Datei hochladen | Brunnen HERIS-ID: 83678 Objekt-ID: 97717                                                       | vor Grazer Straße 1 Standort KG: Gleisdorf        | | BDA-Hist.: Q38181100 Status: § 2a Stand der BDA-Liste: 2025-06-30 Name: Brunnen GstNr.: 1359/22                                                                          |
| ja   | Datei hochladen | Figurenbildstock hl. Johannes Nepomuk HERIS-ID: 83679 Objekt-ID: 97718                         | Grazer Straße Standort KG: Gleisdorf              | Der steinerne Johannes Nepomuk an der Südseite der Filialkirche Mariä Reinigung ist am Sockel mit 1767 bezeichnet. | BDA-Hist.: Q38181108 Status: § 2a Stand der BDA-Liste: 2025-06-30 Name: Figurenbildstock hl. Johannes Nepomuk GstNr.: 1359/8                                             |
| ja   | Datei hochladen | Kath. Pfarrkirche hl. Laurentius HERIS-ID: 51077 Objekt-ID: 56643                              | Hauptplatz Standort KG: Gleisdorf                 | Die Kirche wurde um 1500 erbaut, einen Vorgängerbau gab es seit mindestens 1229. Um 1670 wurde der Bau erweitert, das heutige Aussehen geht auf eine abermalige Erweiterung 1891–1894 von Robert Mikovics zurück. Aus dieser Zeit stammt auch die Inneneinrichtung. | BDA-Hist.: Q2327797 Status: § 2a Stand der BDA-Liste: 2025-06-30 Name: Kath. Pfarrkirche hl. Laurentius GstNr.: .86 Stadtpfarrkirche Gleisdorf                           |
| ja   | Datei hochladen | Mariensäule/Türkensäule und 4 Figurenbildstöcke HERIS-ID: 83670 Objekt-ID: 97709               | gegenüber Hauptplatz 1 Standort KG: Gleisdorf     | Die Mariensäule, auch Türkensäule genannt, steht vor der Stadtpfarrkirche und stammt aus dem Jahre 1665. Die Figuren der hll. Sebastian, Rochus, Joseph und Johann Nepomuk stammen aus der Mitte des 18. Jahrhunderts. | BDA-Hist.: Q38181067 Status: § 2a Stand der BDA-Liste: 2025-06-30 Name: Mariensäule/Türkensäule und 4 Figurenbildstöcke GstNr.: 1359/40                                  |
| ja   | Datei hochladen | Pfarrhof HERIS-ID: 83644 Objekt-ID: 97682                                                      | Hauptplatz 4 Standort KG: Gleisdorf               | | BDA-Hist.: Q38181035 Status: § 2a Stand der BDA-Liste: 2025-06-30 Name: Pfarrhof GstNr.: .82                                                                             |
| ja   | Datei hochladen | Schule HERIS-ID: 83674 Objekt-ID: 97713                                                        | Kernstockgasse 3 Standort KG: Gleisdorf           | | BDA-Hist.: Q38181081 Status: § 2a Stand der BDA-Liste: 2025-06-30 Name: Schule GstNr.: .271                                                                              |
| ja   | Datei hochladen | Rathaus/Gemeindeamt HERIS-ID: 51075 Objekt-ID: 56641                                           | Rathausplatz 1 Standort KG: Gleisdorf             | Der den Florianiplatz bestimmende historistische Bau mit seinem vorspringenden Giebel und Eckturm wurde 1892 bis 1894 erbaut. Das darin befindliche Heimatmuseum birgt zahlreiche römische Funde aus der Gegend, die Porträtgalerie aus dem Schloss Freiberg sowie eine volkskundliche und eine Mineraliensammlung. | BDA-Hist.: Q38043600 Status: § 2a Stand der BDA-Liste: 2025-06-30 Name: Rathaus/Gemeindeamt GstNr.: .102                                                                 |
| ja   | Datei hochladen | Sog. Josefshaus HERIS-ID: 83617 Objekt-ID: 97646                                               | Rathausplatz 2 Standort KG: Gleisdorf             | | BDA-Hist.: Q38180961 Status: § 2a Stand der BDA-Liste: 2025-06-30 Name: Sog. Josefshaus GstNr.: 1064                                                                     |
| ja   | Datei hochladen | Bankgebäude, Sparkasse HERIS-ID: 83653 Objekt-ID: 97692seit 2014                               | Hauptplatz 10 Standort KG: Gleisdorf              | Der dreigeschoßige Bau mit historistischer Fassade wurde 1889–1891 nach Plänen von Johann Baumgartner erbaut, im Erdgeschoß ist noch eine Stuckdecke aus der Erbauungszeit erhalten. | BDA-Hist.: Q38181053 Status: Bescheid Stand der BDA-Liste: 2025-06-30 Name: Bankgebäude, Sparkasse GstNr.: .91/3                                                         |
| ja   | Datei hochladen | Kulturkeller der Stadt Gleisdorf HERIS-ID: 94453 Objekt-ID: 109608                             | Weizer Straße 19 Standort KG: Gleisdorf           | | BDA-Hist.: Q37764503 Status: § 2a Stand der BDA-Liste: 2025-06-30 Name: Kulturkeller der Stadt Gleisdorf GstNr.: .59/3                                                   |
| ja   | Datei hochladen | Friedhof mit Friedhofskapelle HERIS-ID: 83675 Objekt-ID: 97714                                 | Standort KG: Gleisdorf                            | Die Friedhofskapelle stammt aus dem Jahre 1780, mehrere Grabsteine aus der 1. Hälfte des 19. Jahrhunderts. | BDA-Hist.: Q38181086 Status: § 2a Stand der BDA-Liste: 2025-06-30 Name: Friedhof mit Friedhofskapelle GstNr.: 180/2 Friedhof Gleisdorf                                   |
| ja   | Datei hochladen | Meilenstein HERIS-ID: 83677 Objekt-ID: 97716                                                   | Grazer Straße, am Raabufer Standort KG: Gleisdorf | Postmeilenstein aus den 1830ern | BDA-Hist.: Q38181094 Status: § 2a Stand der BDA-Liste: 2025-06-30 Name: Meilenstein GstNr.: 1439                                                                         |
| ja   | Datei hochladen | Ortskapelle Hart HERIS-ID: 84217 Objekt-ID: 98303                                              | bei Hart 53 Standort KG: Unterlaßnitz             | | BDA-Hist.: Q38182300 Status: § 2a Stand der BDA-Liste: 2025-06-30 Name: Ortskapelle Hart GstNr.: 1329/10                                                                 |
| ja   | Datei hochladen | Ortskapelle Laßnitzthal HERIS-ID: 84220 Objekt-ID: 98306                                       | Standort KG: Unterlaßnitz                         | | BDA-Hist.: Q38182309 Status: § 2a Stand der BDA-Liste: 2025-06-30 Name: Ortskapelle Laßnitzthal GstNr.: .139                                                             |
| ja   | Datei hochladen | Ortskapelle Urscha HERIS-ID: 84214 Objekt-ID: 98300                                            | neben Urscha 23 Standort KG: Urscha               | | BDA-Hist.: Q38182287 Status: § 2a Stand der BDA-Liste: 2025-06-30 Name: Ortskapelle Urscha GstNr.: 539/2 Ortskapelle Urscha                                              |